# 무지개폭포
무지개폭포는 경상남도 양산시 평산동의 천성산 기슭에 있는 폭포이다.
폭포에서 떨어지는 물이 햇빛을 받아 아름다운 오색무지개를 형성한다 하여 붙여진 무지개폭포는 계곡이 깊고 물이 깨끗할 뿐만 아니라 울창한 수목이 어우러진 수려한 계곡으로 여름철 피서지로 각광받고 있다. 높이 20m정도의 2단 폭포로, 중간에 작은 소를 만들고 다시 직각으로 떨어진다. 폭포 주변으로는 2km 정도 형성된 거대한 기암괴석이 즐비하며,폭포를 지나 천성산 정상까지 등산로가 이어져 있다.
양산시 동부에 위치한 무지개폭포는 인근 부산광역시 기장군과 경계를 이루고, 울산광역시민의 식수원인 회야강의 발원지이기도 하다.